# Incamyia picta
Incamyia picta är en tvåvingeart som beskrevs av Cortes 1976. Incamyia picta ingår i släktet Incamyia och familjen parasitflugor. Inga underarter finns listade i Catalogue of Life.